# 김호영 (축구인)
김호영(1969년 10월 29일 ~ )은 대한민국의 전 축구 선수 및 지도자이다. 과거 김용갑(金龍甲)이라는 이름을 사용하였으나 김호영으로 개명하였다. 현재 프로축구연맹 기술위원으로 재직중이다.

## 클럽 경력
1991년 일화 천마에서 프로축구 선수 경력을 시작하였다. 당시 일화 천마의 미드필더진은 신태용, 고정운, 박남열 등의 진용을 갖추고 있었고 김호영은 백업 미드필더로 출장하는 경우가 많았다. 결국 5시즌 간 일화에서 36경기 출장에 그친 그는, 1996년 전북로 이적하게 된다. 이적료는 0원, 연봉 2,280만원에 불과한 조건이었다. 하지만 창단 2년차로 미드필더진이 약했던 전북에서 그는 중앙과 측면을 가리지 않고 출장하였고, 공격력을 선보이며 1996년 4경기 연속골을 기록하는 등, 총 9골 5도움의 맹활약을 펼치게 된다. 이후 전북에서 4년 간 활약한 그는 1999년을 끝으로 은퇴하였다.

## 지도자 경력
선수 시절 그리고 FC 서울에서 지도자로 한솥밥을 먹었던 이장수 감독이 광저우 헝다의 감독이 되자 사단의 일원이 되어 수석코치를 역임하였다.
2013년 8월 14일 강원 FC는 제4대 감독으로 김용갑을 선임하였다고 공식 발표하였다.
2015년 동국대학교 축구부 감독으로 선임되었다.
2020년 6월 19일, FC 서울의 수석코치로 부임했다.
2020년 7월 30일, FC 서울의 감독대행이 되었고 8월 4일 공식 선임되었다. 하지만 2020년 9월 24일, FC 서울의 감독대행을 자진 사퇴하였다.
2021시즌을 앞두고 광주 FC의 감독으로 선임되었다. 하지만 강등이 확정이 되자 시즌 종료후 광주와의 계약을 해지 하였다.